# Dorothea Arnd al Raschid
Dorothea Arnd al Raschid von Stephanitz, auch Dora Arnd-Raschid (* 17. Juni 1869 in Leipzig; † 10. März 1945 in Meiningen), war eine deutsche Porträtmalerin.

## Leben

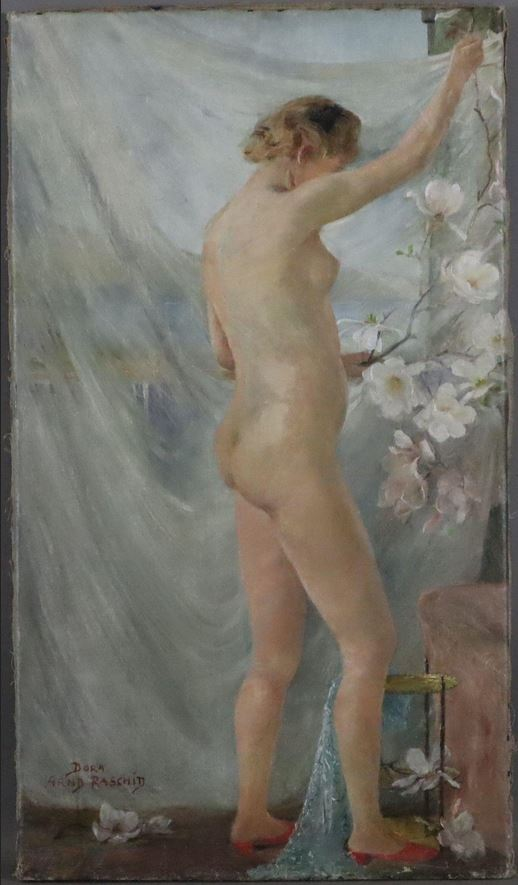
Stehender Frauenakt mit Blütenzweig

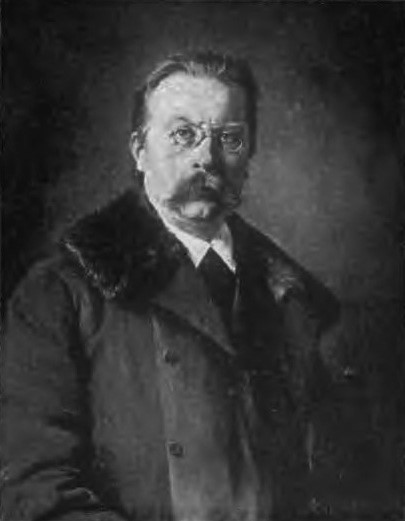
Ernst von Wildenbruch; ausgestellt auf der Internationalen Kunst-
ausstellung in Berlin 1891

Dorothea Arnd al Raschid war eines von vier Kindern des Privatgelehrten und Publizisten Friedrich Arnd, der sich nach seinem Übertritt zum Islam Omar al Raschid Bey nannte, und dessen erster Ehefrau Therese Hauth.
Sie wurde von 1884 bis 1889 in Berlin unter anderem von dem Porträt-, Landschafts- und Historienmaler Karl Stauffer-Bern (1857–1891) und von Karl Gussow (1843–1907) im Porträtfach ausgebildet.
Von Freiburg aus, wo sie seit Anfang der 1890er Jahre wohnte, beteiligte sie sich 1891 an der Internationalen Kunstausstellung des Vereins Berliner Künstler sowie 1893 und 1894 an den Großen Berliner Kunstausstellungen. Auf der Münchner Jahresausstellung von Kunstwerken aller Nationen im Kgl. Glaspalaste 1893 stellte sie ihr Ölgemälde Portrait meiner Mutter und ein Aquarell mit dem Titel Abend aus. Von Mitte der 1890er Jahre an bis 1913 lebte sie in Kiel und beteiligte sich von 1897 bis 1913 an jeder Ausstellung des Schleswig-Holsteinischen Kunstvereins. Nach eigenen Angaben leitete sie in Kiel auch ein Schüler- und Schülerinnen-Atelier.
1899 und 1900 war sie auf den Münchner Glaspalastausstellungen sowie 1898 und 1899 auf den Großen Berliner Kunstausstellungen vertreten. Das Bildnis der Dichterin Stine Andresen, heute im Besitz der Kunsthalle zu Kiel, war zudem 1904 auf der Stettiner Kunstausstellung des Kunstvereins für Pommern gezeigt worden.
Später wurde sie in Meiningen ansässig und war dort bis 1938 nachweisbar.
Zahlreiche Persönlichkeiten ließen sich in dieser Zeit von ihr porträtieren, unter anderem der Schriftsteller und Diplomat Ernst von Wildenbruch, der Hofintendant Alois Prasch, der Schriftsteller Hans von Wolzogen und der Brandenburger Oberbürgermeister Rudolf Hammer.
Dorothea Arnd al Raschid starb am 10. März 1945 im Alter von 75 Jahren in Meiningen.

## Mitgliedschaften
- Dorothea Arnd al Raschid war Mitglied in der Schleswig-Holsteinischen Kunstgenossenschaft.[3]

## Werke (Auswahl)
- Stine Andresen, Kiel, Kunsthalle Kiel
- Blick auf Meiningen, Meiningen, Staatliches Museum
- Anneliese Cantor (Link zum Bild im Jüdischen Museum Berlin)
- Gustav Frenssen (1903)
- Willi Münch, Leipzig, Stadtgeschichtliches Museum Leipzig
- Abend, Aquarell (ausgestellt 1893 in München)
- Wilhelm Wundt (1898)
- Bildniss meiner Mutter (ausgestellt 1893 und 1898)
- Fürstin Anna Luise von Schwarzburg-Rudolstadt-Sondershausen (1917)